# Matsumoku
A Matsumoku Industrial foi uma fábrica japonesa fundada em 1900, e permaneceu em atividade até 1987. Estabelecida em meados de 1900 como uma fabricante de diversos produtos feitos em madeira, porém ficou mais conhecida por suas guitarras e baixos de alta qualidade, incluindo algumas guitarras Epiphone e Aria.

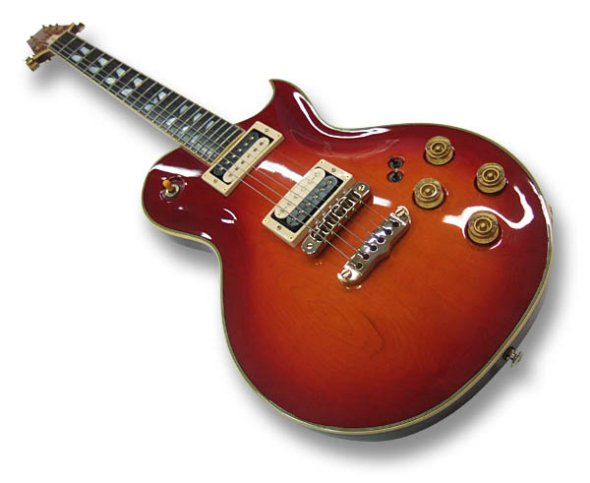
1983 Aria Pro II, PE-R100

## História
A Matsumoku foi criada em Matsumoto, Japão, como um negócio em família para a fabricação de produtos em madeira, que se especializou em construir tansu (um tipo de baú) e butsudan (um tipo de sacrário). Logo após Segunda Guerra Mundial (1939-1945), a Singer Corporation estabeleceu a Companhia de Máquinas de Costura Singer, Japão, e inaugurou unidades de produção em Nagoia. A Matsumoku Industrial foi contratada para construir os gabinetes de máquinas de costura, e em 1951, se tornou uma subsidiária de propriedade parcial da Singer, Japão. A Matsumoku também fabricou gabinetes de amplificadores, caixas de som e gabinetes de madeira para empresas de áudio e televisão.

## Produção

Headstock Cutler

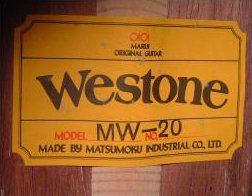
Etiqueta na boca de um Westone

No início dos anos 60 (ou a partir do meio dos anos 50), a Matsumoku começou a atuar em outros mercados de produção em madeira, pois diversas empresas subcontratadas da Singer foram transferidas para as Filipinas e, como a Matsumoku tinha em sua equipe luthiers talentosos, e funcionários muito habituados a trabalhar com madeira, finalmente se aventurou na produção de violões e violinos. Violões clássicos modestos, pequenos violões acústicos de corda de aço, e violinos foram construídos e comercializados em meados dos anos 60. No entanto, como outras companhias japonesas estavam produzindo instrumentos similares, a Matsumoku se destacou produzindo guitarras acústicas e elétricas de alta qualidade. Muitas das primeiras guitarras acústicas da Matsumoku sobrevivem, diversas delas devendo seu design para a Hofner, Framus, e Gibson. No final dos anos 60, a Matsumoku adquiriu novas fresadoras, tornos e prensas especializadas e começou a aumentar a produção de instrumentos musicais. Combinado com sua equipe de talentosos artesãos, a Matsumoku foi capaz de proceder a produção em massa de guitarras de alta qualidade.
No entanto, por produzir guitarras principakmente sob contrato, o papel da Matsumoku era extremamente desconhecido fora dos círculos de construtores de guitarras do Japão até seu nome começar a aparecer nas chapas de parafusos, headstocks, e etiquetas internas no final dos anos 70.
A Matsumoku produziu guitarras, ou partes de guitarras, para a Vox, Guyatone, FujiGen Gakki, Kanda Shokai (Greco), Hoshino Gakki (Ibanez), Nippon Gakki (Yamaha), Aria e Norlin (companhia-mãe da Gibson). A Unicord de propriedade americana contratou a Matsumoku para fabricar a maioria das suas guitarras Univox e Westbury. ?St. A Louis Music Company? importou as guitarras Electra Guitars feitas pela Matsumoku. J. C. Penney vendeu as guitarras Skylark da Matsumoku através de sua divisão de catálogo. A Matsumoku fabricou muitas das primeiras guitarras Greco e também as Memphis, Vantage, Westbury, Westminster, Cutler, Lyle e Fell. A Washburn Guitars contratou a Matusmoku para fabricar a maioria das suas guitarras elétricas de 1979 até 1985. Apesar dos nomes mencionados refletirem o envolvimento da Matsumoku, muitos dos nomes foram posteriormente vendidos para outras companhias, que fizeram guitarras completamente diferentes em qualidade e timbre.
Em 1979, a Matsumoku começou a comercializar suas próprias guitarras sob o nome Westone.
No início dos anos 70, a Matsumoku começou a utilizar fresadoras, roteadores e tornos de Controle Numérico Computadorizado (CNC), uma das primeiras fábricas de guitarras a fazê-lo. Mesmo assim, 60% do processo de produção ainda era feito à mão, incluindo plainagem, instalação de trastes, colagem e montagem. Essas máquinas cortavam, mas processos manuais ainda garantiam instrumentos de alta qualidade com características únicas.

Diversas guitarras da Matsumoku
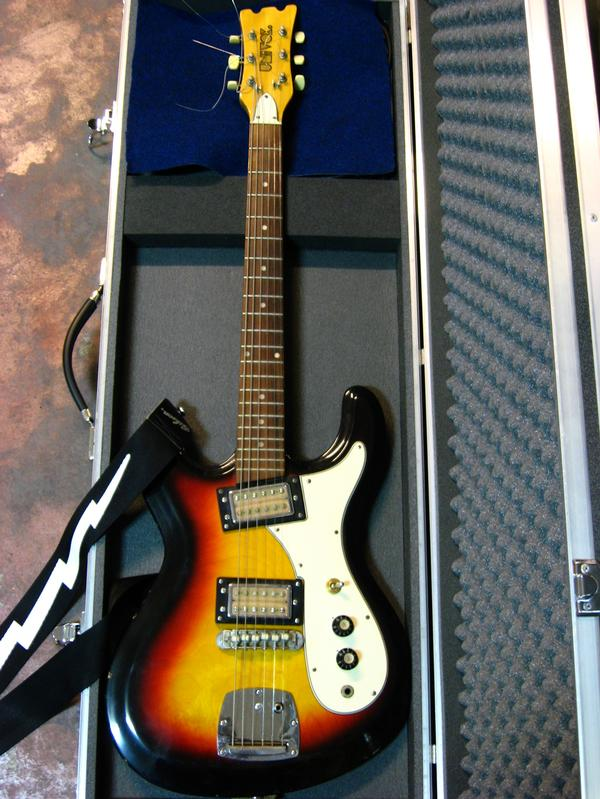
Univox Hi-flier (phase 3)
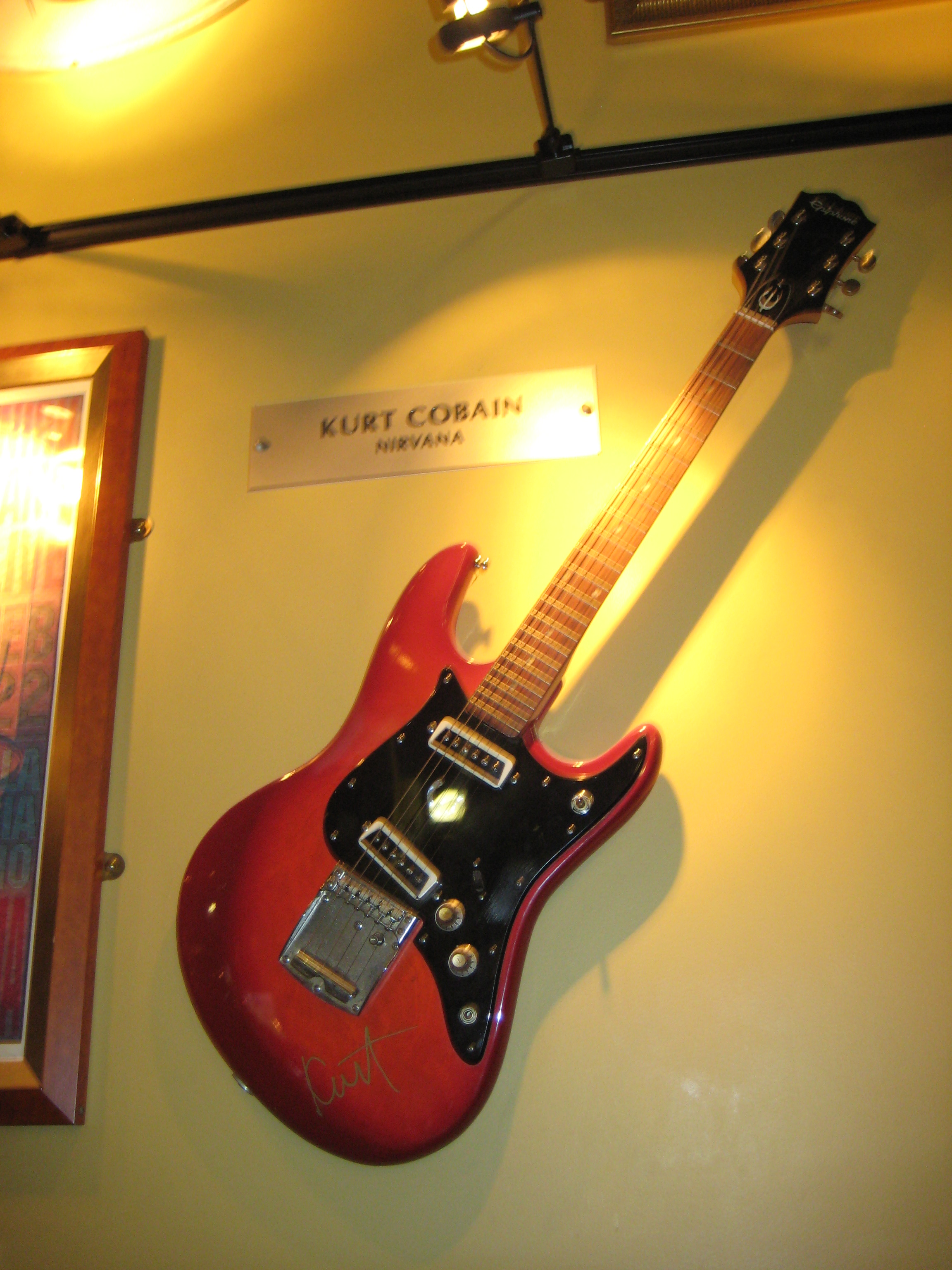
Epiphone ET-270T
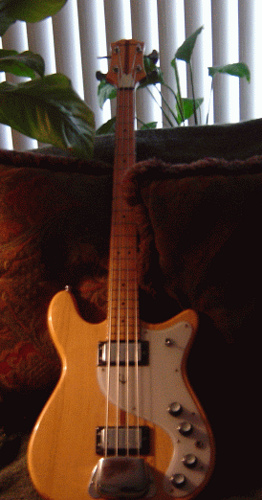
Epiphone ET-285
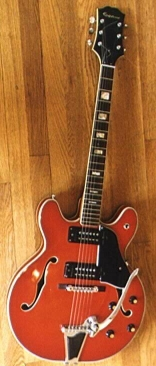
Epiphone 5102T
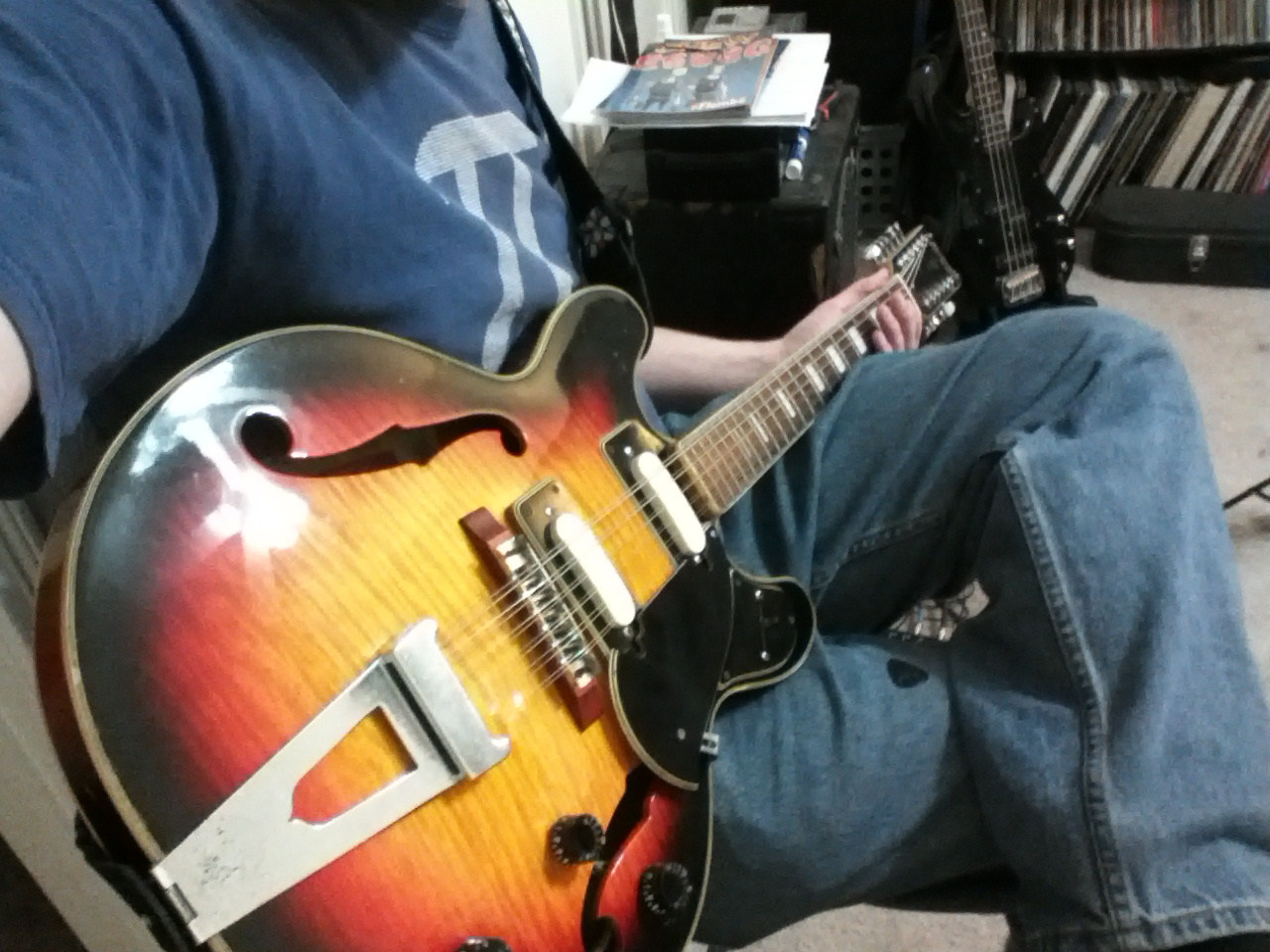
Modelo acústico archtop thinline estilo ES330
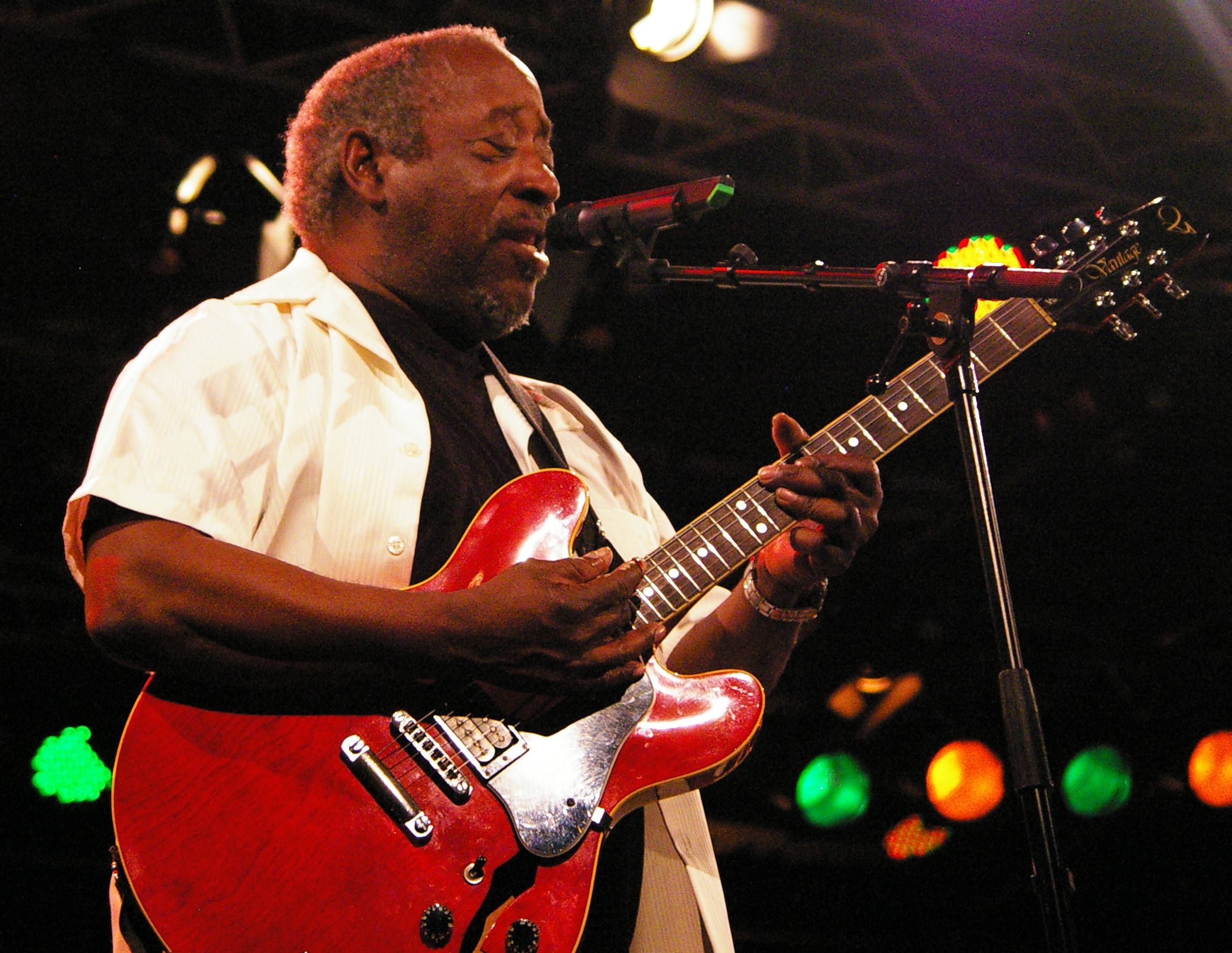
Vantage tocada por Albert White
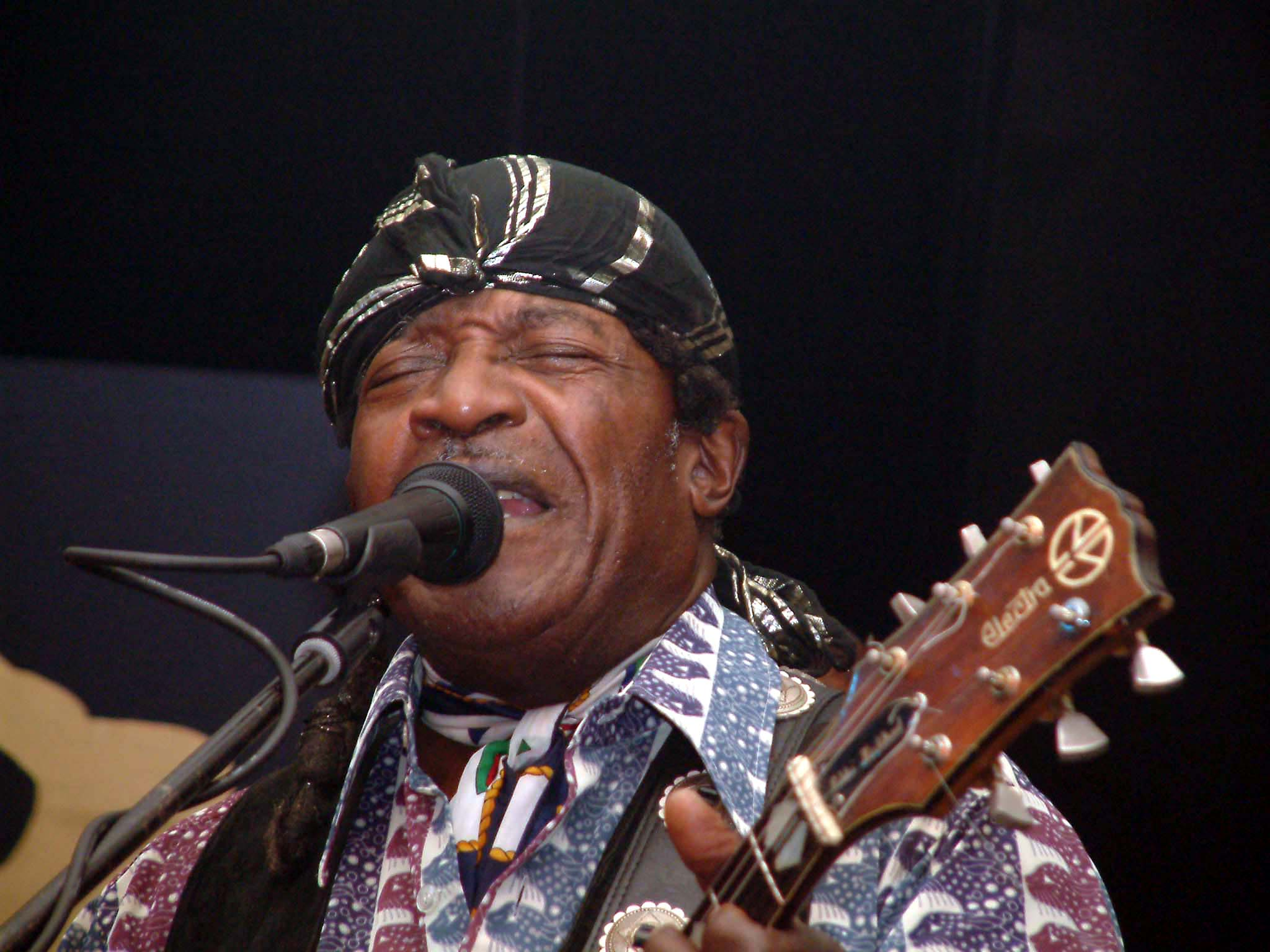
Electra tocada por Eddie Kirkland

## Aria

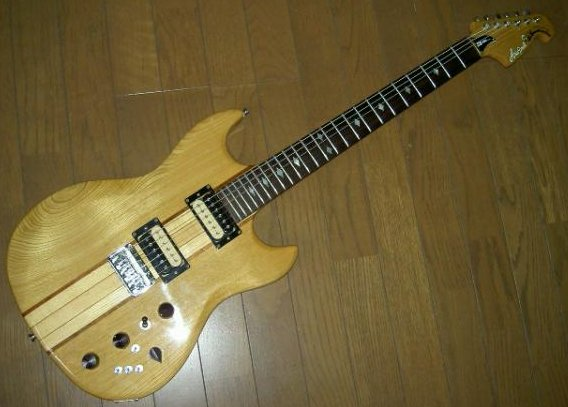
Aria Pro II, TS-600 com elaborado sistema de seleção de captadores

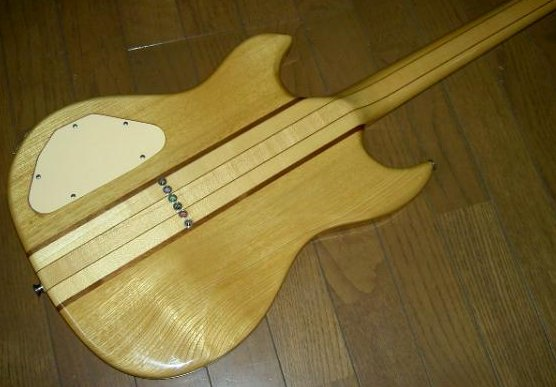
Traseira da TS-600 apresentando o braço neck-thru em 5 peças

Shiro Arai fundou a Arai and Company em 1953 como uma importadora de violões clássicos. Em 1960, a Arai contratou a Guyatone para fabricar guitarras. Nessa época, a Guyatone era um dos fabricantes japoneses de instrumentos musicais líder de mercado. No entanto, a Guyatone não conseguia alcançar os requisitos de produção da Arai, e, em 1964, a Arai and Company contratou a Matsumoku para construir seus instrumentos musicais.
As primeiras guitarras Guyatone de Shiro Arai apresentaram problemas quando exportadas, causados principalmente pelos climas mais secos da América: frisos começaram a soltar, peças do corpo a descolar, e braços quebraram justamente na junção do headstock. Esses problemas foram resolvidos rapidamentte com a Matsumoku. A solução era utilizar madeiras que tivessem secado por, no mínimo, dois anos, colas mais fortes com tempo de prensa mais longo, e uma característica que permaneceu através de toda a produção da Matsumoku: o braço em maple feito em 3 peças.
A relação entre as duas companhias era amigável e simbólica. A Aria focava nas vendas em ambos os mercados, dómestico e de exportação, e forneceu desenvolvimento de design. A Matsumoku devotou suas energias em engenharia e construção de guitarras e outros instrumentos elétricos de cordas. Através de seus 22 anos de relacionamento comercial, a Aria permaneceu como o principal cliente da Matsumoku. A Matsumoku geralmente preferiu usar a Aria como seu agente de negócios, e muitos dos contratos da Matsumoku foram escritos pela Aria com a Matsumoku declarada ou subentendida como fabricante subcontratado.
O engenheiro de design Nobuaki Hayashi (atualmente com a Atlansia) se tornou parte da equipe de engenharia da Matsumoku no meio dos anos 70. O pseudônimo de Hayashi, "H. Noble", apareceu em muitos dos instrumentos da Aria Pro II que ele desenvolveu. As guitarras da Aria que seguiram apresentaram inovações memoráveis de design e um movimento definitivo além das formas das Gibson e Fender. Hayashi é mais conhecido como designer do baixo SB-1000 e as guitarras PE series da Aria Pro II.
As guitarras da Arai and Company foram por pouco tempo lançadas sob o nome Arai, e então mudaram para a familiar Aria em aproximadamente 1966. Aria Diamond foi o nome escolhido para as primeiras guitarras acústicas/elétricas. De 1975 adiante, depois da chegada de Hayashi, todas foram denominadas Aria Pro II. A Aria tinha duas fábricas que produziam guitarras além da Matsumoku, uma que fazia violões clássicos, e outra que fazia guitarras de nível médio e guitarras específicas.

## Epiphone

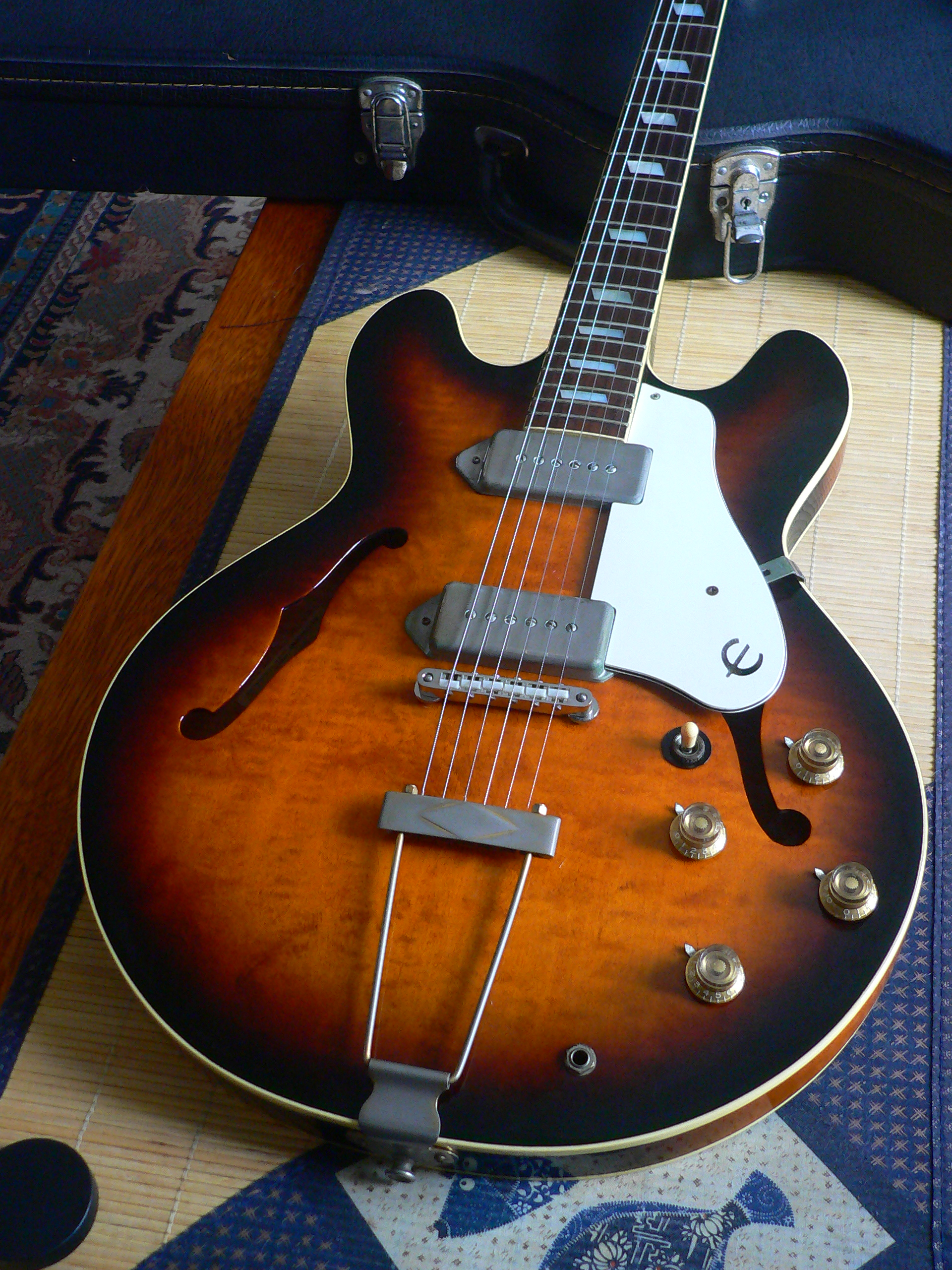
Epiphone Casino 1983, feita pela Matsumoku

A Gibson decidiu mover a produção da Epiphone para o Japão no início dos anos 70, e escolheu a Aria como sua contratante. Como subcontratada pela Aria, a Matsumoku fabricou a maioria das guitarras elétricas da Epiphone feitas no Japão desde 1970 até 1986 (algumas guitarras elétricas sólidas foram feitas por outras fábricas japonesas, e pelo menos um modelo foi feito em Taiwan). Os modelos incluem a série sólida ET (Crestwood) a série SC (Scroll) e o modelo 1140 (Flying V), inclusive as guitarras elétricas semisólidas da Epiphone: 5102T/EA-250, Sheraton, Riviera, Casino, e Emperor.
As primeiras Epiphone semisólidas feitas pela Matsumoku e os baixos acústicos possuiam braços com quatro parafusos. Como os custos de produção de braços parafusados eram menores, alguns guitarristas as consideraram instrumentos inferiores. No entanto, não era a construção do braço que era inferior (como descrito acima, a maioria dos braços da Matsumoku eram da mais alta qualidade). Ao invés disso, era a falta de reforço no encaixe do braço que poderia possibilitar essa área a agir como uma dobradiça, causando problemas futuros com ação alta devido à tensão no encaixe do corpo pelas cordas. Colecionadores de guitarras da Matsumoku desse período comumente resolveram esses problemas fabricando e instalando calços de braço customizados permanentes. As guitarras acústicas de braço colado seguiram no final de 1975. As especificações nas guitarras acústicas da Epiphone mudaram durante a era Matsumoku.
Curiosamente, a Gibson mudou o visual e o som da guitarra acústica mais vendida da Epiphone, a Casino, quando a produção foi transferida para o Japão. Na sua introdução em 1964, a Casino era muito procurada por guitarristas de rock, mas as vendas diminuiram no final dos anos 60. A Gibson decidiu relançá-la direcionando para músicos de jazz e mudou o cordal para o da Riviera, e os captadores para mini-humbuckers. O resultado foi uma Casino que parecia mais com uma Riviera em escala menor. A Casino foi restaurada para as suas especificações de 1965 em meados de 1975, e mais ou menos ao mesmo tempo, a Matsumoku iniciou a produção de archtops com braço colado.

## Características distintas

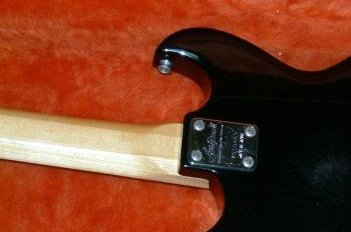
Traseira da CSB-400 Aria Pro II, mostrando o braço em 3 peças de maple

Muitas guitarras fabricadas pela Matsumoku, incluindo as archtops da Epiphone, utilizavam braços em 3 peças de maple com as fibras da secção central orientadas a 90 graus da madeira das laterais. Essa técnica de construção garantia braços extremamente fortes, não propensos a partir ou empenar. Uma variação muito utilizada disso era o braço em 5 peças com duas faixas finas de walnut ou ébano separando as três secções. A Matsumoku fez muitas guitarras e baixos sólidos com a técnica neck-through-body (braço através de corpo), a maioria com braços em 5 peças.
A Matsumoku geralmente utilizava a companhia Nisshin Onpa, que possuia a marca Maxon Effects, como subcontratada para seus captadores. Alguns captadores Maxon possuem o logo "M" estampado na traseira.
O nome Matsumoku apareceu na plaqueta de parafusos do braço de algumas guitarras que eles construíram. As primeiras Greco e algumas Aria Pro II dos anos 80 possuem Matsumoku na plaqueta de parafusos do braço. Outras plaquetas de braço vinham em branco ou simplesmente possuiam "Japan" estampado nelas.
Muitas guitarras e baixos de braço colado da Matsumoku possuem o nome do inspetor estampado dentro da cavidade do captador do braço.

## Fim da produção

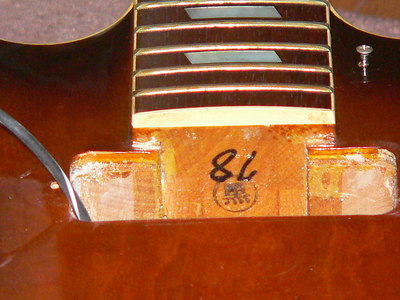
Epiphone Casino 1983, Hon (Estampa do Nome) "Kuro" - provável nome do inspetor. "78" é o número da produção, não o ano

A Gibson se reestruturou depois de ser vendida pela Norlin, e começou a mover a produção da Epiphone para outros fabricantes japoneses e para a Coréia. Em 1986, o mercado de costura caseira estava em um pesado declínio e a Singer quase faliu. A Matsumoku não tinha condições de se comprar da Singer e, em 1987, fechou.
Depois que a Matsumoku fechou as operações, a Aria continuou a produção das guitarras e baixos Aria Pro II através de suas próprias fábricas e outros fabricantes. Algumas guitarras top de linha e edições especiais ainda são fabricadas no Japão, no entanto, a maioria das guitarras da Aria são agora produzidas na Coréia e China.
Informações sobre a contribuição da Matsumoku para a construção de instrumentos são mais conhecidas atualmente, em grande parte por causa da Internet. Os produtos da Matsumoku desfrutam de uma forte procura entre devotos entusiastas.

## Notáveis usuários de guitarras Matsumoku
- Kurt Cobain (Nirvana), guitarras Univox Hi-Flyer, Epiphone ET-270, Aria Pro II Cardinal Series CS-250
- John Taylor (Duran Duran), baixo Aria Pro II SB-1000
- Cliff Burton (Metallica), baixo Aria Pro II SB-1000
- Elvin Bishop, Electra Model 2281
- Neal Schon (Journey), Aria Pro II PE series (diversos modelos)
- Frank Keith IV, Epiphone EA-260 bass
- Danny P. Hurley, guitarra Univox Coily

‘’’Nota’’’: Costuma haver confusão entre Matsumoku e Matsumoto. Matsumoto é uma cidade na região da Prefeitura de Nagano no Japão, onde a FujiGen Gakki, Gotoh, e outras companhias de instrumentos musicais possuem fábricas. Matsumoto Musical Instrument Manufacturers Association também é o nome de uma cooperativa de fabricação de instrumentos musicais encabeçada pela Gotoh.